# Brian Skrudland
Brian Skrudland (né le 31 juillet 1963 à Peace River dans la province de l'Alberta au Canada) est un joueur de hockey sur glace professionnel,.

## Carrière
Dans les rangs juniors, Brian Skrudland se joint au Blades de Saskatoon dans la WHL pour trois saisons, où il marque 94 points en 71 rencontres. Il accède à la LNH lors de la saison 1985-1986 où il porte l'uniforme des Canadiens de Montréal. Il détient le record de la LNH pour le but marqué le plus rapidement en prolongation lors des séries éliminatoires ; il marque un but après seulement neuf secondes du début du temps supplémentaire lors de la deuxième partie de la finale de 1986.

## Statistiques
Pour les significations des abréviations, voir Statistiques du hockey sur glace.
| Saison     | Équipe                          | Ligue      |     | Saison régulière | Saison régulière | Saison régulière | Saison régulière | Saison régulière |    | Séries éliminatoires | Séries éliminatoires | Séries éliminatoires | Séries éliminatoires | Séries éliminatoires |
| Saison     | Équipe                          | Ligue      | PJ  | B                | A                | Pts              | Pun              | PJ               | B  | A                    | Pts                  | Pun                  |                      |                      |
| 1980-1981  | Blades de Saskatoon             | LHOu       | 66  | 15               | 27               | 42               | 97               | -                | -  | -                    | -                    | -                    |                      |                      |
| 1981-1982  | Blades de Saskatoon             | LHOu       | 71  | 27               | 29               | 56               | 135              | 5                | 0  | 1                    | 1                    | 2                    |                      |                      |
| 1982-1983  | Blades de Saskatoon             | LHOu       | 71  | 35               | 59               | 94               | 42               | 6                | 1  | 3                    | 4                    | 19                   |                      |                      |
| 1983-1984  | Voyageurs de la Nouvelle-Écosse | LAH        | 56  | 13               | 12               | 25               | 55               | 12               | 2  | 8                    | 10                   | 14                   |                      |                      |
| 1984-1985  | Canadiens de Sherbrooke         | LAH        | 70  | 22               | 28               | 50               | 109              | 17               | 9  | 8                    | 17                   | 23                   |                      |                      |
| 1985-1986  | Canadiens de Montréal           | LNH        | 65  | 9                | 13               | 22               | 57               | 20               | 2  | 4                    | 6                    | 76                   |                      |                      |
| 1986-1987  | Canadiens de Montréal           | LNH        | 79  | 11               | 17               | 28               | 107              | 14               | 1  | 5                    | 6                    | 29                   |                      |                      |
| 1987-1988  | Canadiens de Montréal           | LNH        | 79  | 12               | 24               | 36               | 112              | 11               | 1  | 5                    | 6                    | 24                   |                      |                      |
| 1988-1989  | Canadiens de Montréal           | LNH        | 71  | 12               | 29               | 41               | 84               | 21               | 3  | 7                    | 10                   | 40                   |                      |                      |
| 1989-1990  | Canadiens de Montréal           | LNH        | 59  | 11               | 31               | 42               | 56               | 11               | 3  | 5                    | 8                    | 30                   |                      |                      |
| 1990-1991  | Canadiens de Montréal           | LNH        | 57  | 15               | 19               | 34               | 85               | 13               | 3  | 10                   | 13                   | 42                   |                      |                      |
| 1991-1992  | Canadiens de Montréal           | LNH        | 42  | 3                | 3                | 6                | 36               | 11               | 1  | 1                    | 2                    | 20                   |                      |                      |
| 1992-1993  | Canadiens de Montréal           | LNH        | 23  | 5                | 3                | 8                | 55               | -                | -  | -                    | -                    | -                    |                      |                      |
| 1992-1993  | Flames de Calgary               | LNH        | 16  | 2                | 4                | 6                | 10               | 6                | 0  | 3                    | 3                    | 12                   |                      |                      |
| 1993-1994  | Panthers de la Floride          | LNH        | 79  | 15               | 25               | 40               | 136              | -                | -  | -                    | -                    | -                    |                      |                      |
| 1994-1995  | Panthers de la Floride          | LNH        | 47  | 5                | 9                | 14               | 88               | -                | -  | -                    | -                    | -                    |                      |                      |
| 1995-1996  | Panthers de la Floride          | LNH        | 79  | 7                | 20               | 27               | 129              | 21               | 1  | 3                    | 4                    | 18                   |                      |                      |
| 1996-1997  | Panthers de la Floride          | LNH        | 51  | 5                | 13               | 18               | 48               | -                | -  | -                    | -                    | -                    |                      |                      |
| 1997-1998  | Rangers de New York             | LNH        | 59  | 5                | 6                | 11               | 39               | -                | -  | -                    | -                    | -                    |                      |                      |
| 1997-1998  | Stars de Dallas                 | LNH        | 13  | 2                | 0                | 2                | 10               | 17               | 0  | 1                    | 1                    | 16                   |                      |                      |
| 1998-1999  | Stars de Dallas                 | LNH        | 40  | 4                | 1                | 5                | 33               | 19               | 0  | 2                    | 2                    | 16                   |                      |                      |
| 1999-2000  | Stars de Dallas                 | LNH        | 22  | 1                | 2                | 3                | 22               | -                | -  | -                    | -                    | -                    |                      |                      |
| Totaux LNH | Totaux LNH                      | Totaux LNH | 881 | 124              | 219              | 343              | 1 107            | 164              | 15 | 46                   | 61                   | 323                  |                      |                      |

## Trophées et honneurs personnels

### Ligue américaine de hockey (LAH)
- 1984-1985 : vainqueur de la coupe Calder avec les Canadiens de Sherbrooke

### Ligue nationale de hockey (LNH)
- 1985-1986 : vainqueur de la coupe Stanley avec les Canadiens de Montréal (1)
- 1990-1991 : invité au 41e Match des étoiles mais n'y participe pas en raison d'une blessure
- 1998-1999 : vainqueur de la Coupe Stanley avec les Stars de Dallas (2)

## Transactions en Carrières
- Le 13 septembre 1983, il signe avec les Canadiens de Montréal.

- Le 28 janvier 1993, il est échangé aux Flames de Calgary par les Canadiens de Montréal en retour de Gary Leeman.

- Le 24 juin 1993, il est réclamé aux repêchage d'expansion de 1993 des Flames de Calgary.

- Le 21 août 1997, il signe avec les Rangers de New York.

- Le 24 mars 1998, il est échangé aux Stars de Dallas par les Rangers de New York avec Mike Keane et d'un choix de 6e ronde au repêchage de 1998 en retour de Todd Harvey, Bob Errey et d'un choix de 4e ronde au repêchage de 1998.